# Инге-Вечтомов, Сергей Георгиевич
Серге́й Гео́ргиевич И́нге-Вечто́мов (род. 4 апреля 1939 года, Ленинград) — советский и российский генетик, академик РАН (2003, членкор АН СССР с 1987).
Доктор биологических наук (1971), профессор (1975), почётный профессор СПбГУ (2016), выпускником которого является — 1961 года — и где работает с того же года, заведующий кафедрой генетики и биотехнологии СПбГУ (ЛГУ) с 1972?3 года, директор СПб Филиала Института общей генетики им. Н. И. Вавилова РАН (с 2005). В 1981—1989 годах декан ЛГУ, президент Вавиловского общества генетиков и селекционеров (ВОГиС) с 1992 по 2004 год, ныне его вице-президент, также являлся зам. председателя президиума СПбНЦ РАН. Лауреат премий Правительства РФ (1989, 1996). Заслуженный деятель науки РФ (1999). Иностранный член АН Литвы (2002).
Публикации по генетическому контролю белкового синтеза (трансляции), мутационному процессу у дрожжей и механизмам модификаций.
Ученик генетика и физиолога М. Е. Лобашёва.

## Биография
Родился в семье поэтов Юрия Инге и Елены Вечтомовой.
В 1956 году окончил школу № 222 с углубленным изучением немецкого языка и поступил в Ленинградский государственный университет. Получив высшее образование, в 1961 году поступил в аспирантуру на кафедру генетики и селекции и начал работать в альма-матер. В 1967—1968 годах проходил стажировку в США в Йельском университете и в университете Беркли.
В 1969 году был назначен заведующим лаборатории физиологической генетики ЛГУ, а в 1973 году — заведующим отделом генетики Биологического НИИ СПбГУ (ЛГУ), в том же 1973 году избран заведующим кафедрой генетики и селекции, ныне кафедра генетики и биотехнологии биологического факультета СПбГУ.
С 1980 по 1989 год декан биолого-почвенного факультета ЛГУ.
С 1989 по 2012 г. зам. председателя президиума СПбНЦ РАН, возглавляет Объединённый научный совет по комплексной проблеме «Экология и природные ресурсы» СПбНЦ РАН.
С 1992 по 2004 год президент Вавиловского общества генетиков и селекционеров (ВОГиС), один из его создателей в 1992 году и с 2004 года вице-президент.
Под его началом подготовлено 10 докторов и 60 кандидатов наук.
Главный редактор журнала «Экологическая генетика», член редакционных советов «Вавиловского журнала генетики и селекции», научных журналов «Биополимеры и клетка», «Генетика».
Является председателем научного совета по генетике и селекции РАН, член её комиссии по борьбе с лженаукой и фальсификацией научных исследований, член бюро Отделения биологических наук РАН.
В 1987 году избран членом-корреспондентом АН СССР, в 2002 году — иностранным членом АН Литвы, а в 2003 году — академиком Российской академии наук.
Автор более 250 публикаций.

## Основные труды
- Инге-Вечтомов С. Г. Генетика с основами селекции: Учеб. для биол. спец. ун-тов. — М.: Высшая школа, 1989. — 592 с. — ISBN 5-06-001146-1.
- Инге-Вечтомов С. Г. Генетика с основами селекции. — СПб.: Издательство Н-Л, 2010. — 718 с. — ISBN 978-5-94869-105-3.

## Награды и отличия
- Премия Ленинского комсомола (1972) — за исследование структуры и функции гена в системе генотипа
- Лауреат премий Правительства РФ за серию учебников по генетике (1989, 1996)
- Заслуженный деятель науки РФ (1999)[2]
- Медаль ордена «За заслуги перед Отечеством» II степени (2010)
- Благодарность Президента Российской Федерации (2015)[9]
- Золотая медаль имени Н. И. Вавилова (2017) — за серию работ «Регуляция действия генов и мутационный процесс»